# Dataset Iris

Grafico di dispersione

Il dataset Iris è un dataset multivariato introdotto da Ronald Fisher nel 1936. Consiste in 150 istanze di Iris misurate da Edgar Anderson e classificate secondo tre specie: Iris setosa, Iris virginica e Iris versicolor. Le quattro variabili considerate sono la lunghezza e la larghezza del sepalo e del petalo. A causa di errori, esistono diverse versioni del dataset utilizzate nella letteratura scientifica.
Il dataset Iris viene utilizzato nell'ambito dell'apprendimento automatico come esempio di classificazione statistica.